# Tramvajová doprava v Rjazani

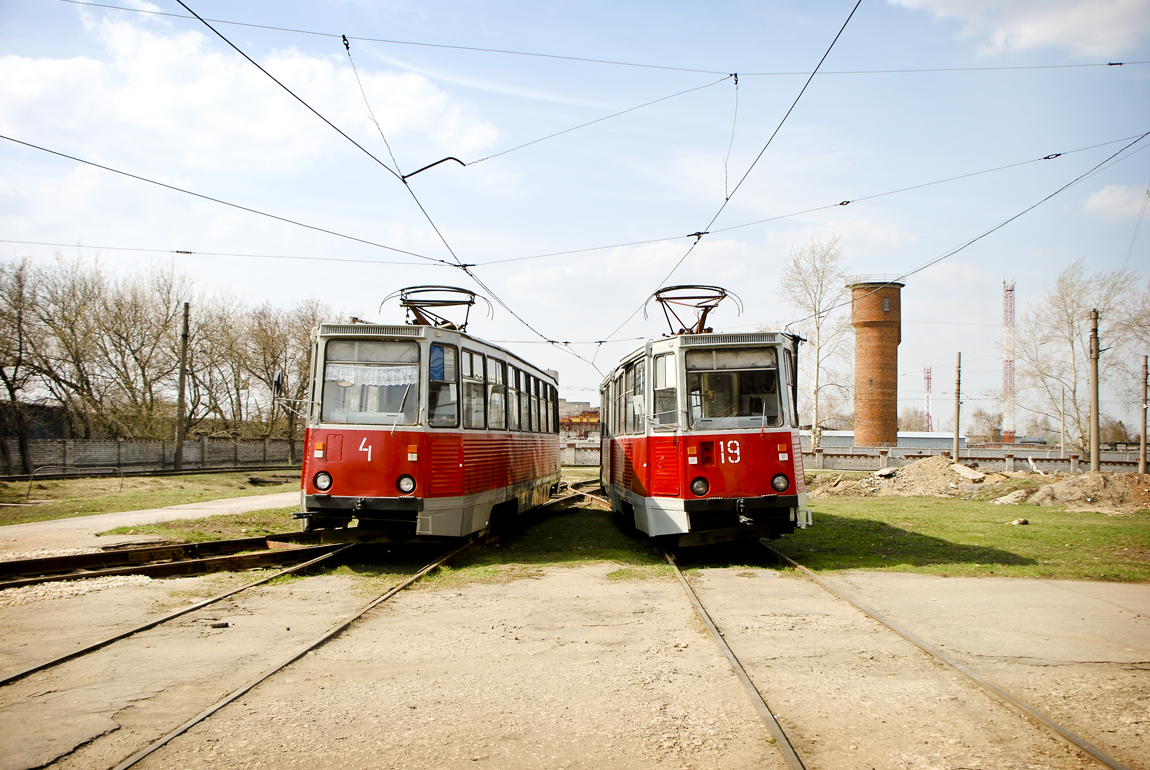
Tramvaje KTm-5 v Rjazani

Plán tramvajové sítě

Rjazaň, oblastní město v evropské polovině Ruska, obsluhovala tramvajová síť.

## Historie
V 50. letech 20. století byla v Rjazani budována ropná rafinérie. Nový provoz byl umístěn nedaleko za městem, kam však tehdejší síť MHD nezasahovala. Nároky na dopravu byly vysoké, a ačkoliv byly použity v první fázi autobusy, nápor nezvládaly. Bylo proto rozhodnuto jako řešení zavést tramvajovou dopravu. Situaci měla vyřešit jedna trať s vlastní linkou (síť se nikdy nerozšiřovala). Koleje byly položeny v ulici Černovickaja, tehdy ovšem s názvem Šosse Entuziastov. První cestující se svezli roku 1961, oficiálně byla doprava zahájena 3. ledna 1963.
Nové tramvaje se sice tedy rozjely, avšak nesloužily obyvatelům města ale pouze potřebám rafinérie (na rozdíl od trolejbusů). Jejich provozovatelem se stala jedna z divizí závodu. Do provozu byly nasazeny tehdy rozšířené tramvaje typu KTM-2 s vlečnými vozy KTP-2. Doplnilo je několik tramvají z lotyšského RVR, jednalo se o typ RVZ-6. V letech 1979 až 1983 obohatily místní vozový park také velmi rozšířené soupravy typu KTM-5.
Ke konci 80. let bylo nutné vozový park obnovit. Nejstarší tramvaje se začaly nacházet pomalu na konci životnosti. Dodány tak byly nové vozy typu KTM-8, celkem 12 tramvají. V této době, na přelomu 80. a 90. let, v období velkých změn v sovětské a později ruské společnosti, začalo docházet k ekonomickým problémům. Tramvajový provoz stále patřil rafinérii, která se dostala do krize a později zbankrotovala. Novým vlastníkem závodu se stala ťumenská ropná společnost, která se rozhodla zbavit provoz všech nepotřebných divizí. Tramvaje byly jednou z nich. Systém město provozovat odmítlo, a tak musel přežít sám. Vznikla tak soukromá společnost ZAO Rjazanskij tramvaj rusky ЗАО «Рязанский трамвай».
Situace však nebyla nejlepší ani pro soukromého dopravce. V roce 2006 byl zavřen úsek od teplárny k rafinérii. Následně v lednu 2007 pak byla zavřena celá tramvajová síť, a to vzhledem k nedostatku financí. Krizovou situaci nakonec vyřešila dohoda s městem, které se nakonec rozhodlo celý provoz financovat; od 28. ledna 2007 tak byly tramvaje opět v provozu (ale pouze k teplárně).
Dne 15. 4. 2010 byl provoz tramvají ukončen z důvodu, že město přestalo platit tomuto druhu dopravy za veřejnou službu. K zrušení přispěl špatný stav tratí, kterým se dlouho nedostávalo zasloužené opravy. O konci provozu rozhodla městská rada čtrnáct dní před tím, než se tak stalo. Hned po zrušení má následovat demontáž tratí, vozovny bude zřízena stanice STK. O dopravu po městě se budou dle představitelů města starat maršrutky.